# Pittsburghi egyezmény
A pittsburghi egyezmény a csehek és szlovákok közös államának létrehozását célozta meg. Az első világháború alatt, 1918. május 31-én az amerikai Szlovák Liga, a Cseh Nemzeti Egyesület és a Masaryk vezette Cseh Katolikusok Szövetsége írták alá. A szerződést maga Masaryk szövegezte. A föderatív elképzelést elvetették, az államformát köztársaságnak határozták meg. A clevelandi egyezményhez képest a szlovákok szemszögéből visszalépést jelentett, melynek eredménye a szlovákok Csehszlovákián belüli autonómiájára való törekvés lett. Az eredeti szerződés 2007 óta a John Heinz History Centerben található.